# Meltina
Meltina, németül: Mölten, település Olaszországban, Bolzano autonóm megyében. Lakosainak száma 1723 fő (2023. január 1.). Meltina Postal, Sarentino, Verano, Gargazzone, San Genesio Atesino és Terlano községekkel határos.

## Népesség
A település népességének változása:
| Lakosok száma | 1661 | 1676 | 1679 | 1723 |
|               | 2015 | 2017 | 2018 | 2023 |